# La résurrection
La résurrection è un cortometraggio del 1903 diretto da Lucien Nonguet e Ferdinand Zecca. Venticinquesimo episodio del film La Vie et la Passion de Jésus-Christ (1903), che è composto da 27 episodi.

## Trama
All'improvviso l'angelo appare e Gesù esce davanti agli occhi dei centurioni terrorizzati.